# Marga Noeggerath-Bauer
Marga(rete) Noeggerath-Bauer, geborene Margarethe Bauer (* 11. Oktober 1906 in München; † 9. Oktober 1991 ebenda), war eine deutsche Germanistin, Übersetzerin und Lyrikerin und die letzte Ehefrau von Felix Noeggerath.

## Leben
Margarete Bauer war die Tochter von Friedrich Bauer (1869–1938), Arzt und USPD-, später SPD-Abgeordneter zum Bayerischen Landtag, und seiner jüdischen, aus Rumänien stammenden, Ehefrau Josefine geborene Cahanescu († 1942). Nach dem Abitur 1926 in der Höheren Töchterschule Luisenstraße in München studierte sie Germanistik, Geschichte und Kunstgeschichte in München (1926–1929), an der Sorbonne in Paris (1928), und in Bern (1929–1930). Sie schloss das Studium 1930 in Bern bei Fritz Strich mit einer Dissertation über Rainer Maria Rilke und Frankreich ab.
Als Frau war ihr eine langfristige wissenschaftliche Beschäftigung nicht erreichbar. So arbeitete sie zunächst als Sekretärin der Deutsch-Französischen Gesellschaft in Berlin. Ab 1931 verdiente Marga Bauer ihren Lebensunterhalt als freie Mitarbeiterin verschiedener Zeitungen und mit privatem Sprach- und Literaturunterricht. Die von ihr gegründete Halbmonatsschrift Die Frauen-Tribüne erschien 1933 nur fünf Monate lang. Als Reaktion auf die Nürnberger Rassengesetze verließ sie 1935 Deutschland und lebte im Exil in Bern, London, Florenz und Paris. Der Vater starb 1938; ihre Mutter beging 1942 angesichts der bevorstehenden Deportation in ein Vernichtungslager Suizid.
Marga Bauer war Mitarbeiterin bei der von Samuel Singer in Bern geleiteten Erstellung des Thesaurus der mittelalterlichen Sprichwörter (Thesaurus proverbium medii aevi. Lexikon der Sprichwörter des romanisch-germanischen Mittelalters, die 13 Bände erschienen 1995–2002.). Dazu war sie zweimal in der Schweiz, (1935–Frühjahr 1936 mit Ablauf der Aufenthaltserlaubnis) bzw. (September 1936–März 1937 wegen einer Ausweisung), und arbeitete 1939–1948 korrespondierend von Paris aus mit. Jeweils für drei Monate war sie 1936 Lehrerin an einem Mädchen-College in London und 1937 Sekretärin bei dem aus München stammenden Antiquar Erwin Rosenthal (1889–1981) in Florenz.
Ab Juni 1937 lebte sie in Paris und führte zusammen mit Marie Bertels, einer geborenen Noeggerath, ein Übersetzungsbüro. Hier lernte sie den jüngeren Bruder von Marie Bertels, den Philosophen und Schriftsteller Felix Noeggerath kennen, der in Ibiza an dem Buch Imaginäre Widersprüche über das moderne Drama arbeitete, von dem er ihr einige Kapitel zur Bearbeitung übergeben hatte. Die beiden heirateten erst 1952. (Das Buch erschien nie.) Als Marga Noeggerath-Bauer kehrte sie nach München zurück und führte gemeinsam mit ihrem Ehemann bis 1965 eine kleine Pension für ausländische Studenten.
Sie verfasste seit ihrer Studienzeit Gedichte, die erst an ihrem Lebensende erschienen. Sie übersetzte aus dem Englischen, Italienischen und Mittelhochdeutschen. Ihre Übersetzung von Hartmann von Aues Gregorius verwendete Thomas Mann als Vorlage für seinen Roman Der Erwählte. Margarethe Noeggerath-Bauers Nachlass wurde der Monacensia im Hildebrandhaus übergeben und wird von der Münchner Stadtbibliothek verwahrt.

## Publikationen

### Lyrik
- Gedichte 1926–1991. München 1991.

### Germanistik
- Rainer Maria Rilke und Frankreich (Universität Bern, Philosophische Fakultät I, Dissertation 1930) (Reihe Sprache und Dichtung: Forschungen zur deutschen Sprache, Literatur und Volkskunde, Band 49) Inhaltsverzeichnis
  - Haupt, Bern 1931.
  - Nachdruck: Kraus, Nendeln (Liechtenstein) 1970.
- als Mitarbeiterin: Samuel Singer (Hrsg.): Mittelhochdeutsches Lesebuch. Texte des 14. Jahrhunderts. Bern 1945
- mit Samuel Singer: Mittelhochdeutsche Übungsstücke. Bern 1945.
- als Mitarbeiterin: Samuel Singer (Hrsg.): Sprichwörter des Mittelalters. Band 1 (1944) bis 3 (1947)
- als Mitarbeiterin: Schweizer Lexikon in sieben Bänden. 1945–1948.
- Aufsätze und Rezensionen in: Der Bund. Bern; Die Frauen-Tribüne, 1933.